# 平斯多夫
平斯多夫是奥地利上奥地利州格蒙登县的一个市镇。总面积12.5平方公里，总人口3583人，人口密度286.6人/平方公里（2005年）。